# Дитячий мат

Дитячий мат

Дитячий мат (в шахах)  — це мат, який виходить після ходів  1.e4 e5 2. Фh5  Kc6 3. Cc4  Kf6 4. Ф:f7X  або 
1. e4 e5 2. Сс4 Cc5 3. Фf3 Kc6? 4. Ф: f7 X. Фігури можна рухати в різній послідовності, але основна ідея  — ферзь і слон атакують слабке поле f7.
На відміну від безглуздого мату, який зустрічається вкрай рідко, дитячий мат достатньо часто зустрічається серед новачків. Його легко уникнути, але після 1. e4 e5 2. Фh5 Кс6 3. Сс4, дитячий мат може відбутися після необережного 3.... Kf6 4. Ф: f7 × (див. діаграму). Хід 3....g6 змушує відступити білого ферзя (після 4. Фf3, з погрозою 5. Ф: f7 ×, чорні грають 4.... Kf6), з наступним Фіанкетто слона на g7.
Основна ідея, що лежить в основі дитячого мату  — поле f7 слабке, оскільки перебуває під захистом лише чорного короля, і тому є гарним об'єктом для атаки, що і є мотивом у багатьох шахових дебютах.

## Нотація з коментарями
1. e4 e5
2. Фh5?! Ризикований хід, оскільки ферзя, виведеного на початку гри, дуже легко атакувати. При правильному захисті чорні будуть випереджати білих у розвитку. 
2.... Кс6
3. Сс4 Kf6?? У цьому випадку оптимальними є ходи g6! або Фе7, які захищають пішака f7. 
4. Ф: f7 Х

## Див. Також
- Мат (шахи)
- Безглуздий мат